# Senor Senior Senior
Senor Senior Senior je jedan od većih negativaca koji se pojavljuje u animiranoj TV seriji 'Svemoguća Kim'. Vrlo je bogat i star, a živi sa sinom.

## Informacije

### Biografske info.
Rođenje: nepoznato (oko 50-60 godina)
Puno ime: senor Senior Senior
Brakovi: nepoznato

### Fizičke info.
Vrsta: čovjek
Spol: muški
Boja kose: bijela, tamno siva
Boja očiju: blijedo plava
Boja kože: malo tamnija nijansa bijele

### Odnosi
Obiteljski: senor Senior jr. (sin)
Prijatelji: nije poznato (neki iz kluba milijunaša)
Ljubavni interesi: nema
Ljubimci: nema
Neprijatelji: Kim Svemoćna, Ron, Vincent Wheeler

### Ostalo
Adresa: Seniorov otok
Prvo pojavljivanje: Novi Ron
VJERNOST: Obitelj Senior, Klub milijunaša (isprva)

## Fizički izgled
Senior je mršav, star čovjek od 50-60 godina. Ima kratku kosu, većinom tamnosivu, no dijelom i bijelu, podosta ravnu. Na vratu iza ima tetovažu svojih inicijala, S.S.S. Čini se da je pomalo pognut, ali atletski građen, čvrst. Ima blijede, plave oči i pomalo tamnu nijansu kože.

## Biografija
Nije mnogo poznato o Seniorovom životu. On i njegov sin su živjeli na svom privatnom otoku kada je došla Kim zbog Juniorove svjetiljke koja suviše troši energiju. Tada mu Ron predlaže da postane zlikovac. Predložio mu je da svašta nabavi, i on ga je začudo poslušao. Pobijedili su Seniore no oni su pobjegli. Kasnije se javlja još nekoliko puta, recimo kad nabavi hipnotizirajuću disko kuglu i otme mnoge važne ljude Europe, te u dijelu kada bježi iz zatvora i želi zalediti klub milijunaša iz kojeg su ga izbacili. Pojavljuje se i u drugoj sezoni. U jednoj epizodi on angažira lijepu zlikovku Shego da pouči Juniora zlikovstvu. Kasnije otme članove jednog benda i angažira svog starog prijatelja Vincenta Wheelera da brine za njegov novac. No Senior da Vincentu punomoć i obitelj ostane bez svog bogatstva. Senior stariji počne pljačkati da dobije novac, no vidjela mu se tetovaža. Pojavljuje se i u trećoj i četvrtoj sezoni, no one nisu prikazane u Hrvatskoj.

## Osobnost
Senior je uvijek vrlo pristojan, lijepih manira, ljubazan, ne uvijek s razlogom. Vrlo je bogat, no postao je zlikovac samo iz hobija, da popuni dosadu. On često uživa u tome. On želi i sina poučiti zlikovstvu za što u drugoj sezoni angažira Shego. 
Važnost posvećuje tradiciji zlikovstva, i često da Kim i ekipi priliku za spas ili bijeg, a jednom nije htio uperiti smrtonosni laser u njih. To je možda zato što im je zahvalan što su mu dali ideju. Ipak, ponekad ih napada. Također posvećuje veliku pozornost opakom smijehu i smijanju.

## Vještine i sposobnosti
Senior koristi ljubaznost i psihologiju, te neke znanstvene uređaje za napad protiv ekipe Svemoćnih. Također je vrlo dobar u ekstremnim sportovima: letenju i iskakanju iz aviona, skijanju i sl., kad se bori protiv Kim. U epizodi 'Trostruko S' vrlo dobro glumi da je postao dobar.

## Odnosi

### Obiteljski
Jedini poznati član obitelji Senior osim Seniora starijeg jest mladi Junior, koji želi postati pop zvijezda. Njih dvoje su obično u dobrom odnosu, iako ga Senior želi poučiti zlikovstvu (zli smijeh). Kada su napali Klub milijardera Junior je spasio Kim zbog animologije.

### Prijatelji
Senior nema baš mnogo prijatelja, iako se spominju neki kasnije kao Martin Smarty. Jednom je angažirao Shego da poučava Juniora, iako su bili više suparnici nego prijatelji; a lažni prijatelj Wheeler ga je izdao.

### Ekipa Svemoćni
Senior nije suviše zlo raspoložen prema ekipi pošto su im oni dali ideju za zlikovstvo; nije razočaran kada prežive. Ipak, često ih stavlja u razne klopke. Obično su u sukobu; osim kada su Seniori glumili da su postali dobri.

## U posjedu
Senior posjeduje mnogo stvari:
Milijardu dolara: stoga je učlanjen u klub milijardera.
Otok: posjeduje otok na kojem živi.
Kuća: Kuća na otoku.
Ubojiti uređaji: Ogromni razarač, samoaktivirajući laseri i bazen s opasnim ribama samo su dio opasnih uređaja iz prve epizode. Tu su i opasne rakete.

## Odjeća
Obično ima crvenu majicu, a ispod nje svijetlo plavu i bijelu potkošulju. Ponekad nosi kravatu, a nekad i drži štap u ruci; obično nosi sive hlače i smeđe cipele.

## Neke zanimljivosti
Senior je jedan od zlikovaca koji ne može potpuno zapamtiti Ronovo ime. Tu osobinu dijeli s doktorom Drakkenom.

## Pojavljivanja

### Sezona 1.
5. Novi Ron
11. Trenerica Svemoćna
18. Životinjska atrakcija

### Sezona 2.
24. Dvoje za učitelja
45. Oh Boys
46. a) Bolesni dan (na slici)
50. Trostruko S

### Ostalo
Još se prikazuje u dvije kod nas neprikazane epizode: 62. i 67.

## Poveznice
Senor Senior Senior
Seniorov otok